# کلوویس دوم

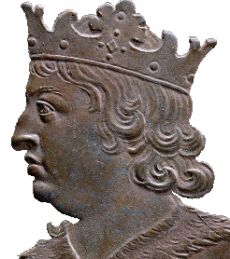
نگاره کلوویس دوم بر یک نگاره برنزی

کلوویس دوم (۶۳۷-۲۷ نوامبر۶۵۵یا ۶۵۸ (میلادی)) از دودمان مروونژی پسر و جانشین داگوبرت یکم بود. او پس از مرگ پدر در ۶۳۹ پادشاه نوستریا و بورگوندی شد.
کلوویس دوم در کلیسای سن-دنی به خاک سپرده شد.